# Bucalemu (Cardenal Caro)
Bucalemu (del mapudungún: Vükalemu ‘bosque grande’) es un pequeño pueblo y centro turístico perteneciente a la comuna de Paredones, ubicado 37 km al sur de Pichilemu, en la provincia Cardenal Caro, región de O'Higgins de Chile. Según el censo de 2017 posee una población de 824 habitantes.

## Toponimia
Su nombre proviene del mapudungún vüka, antigua variante de vüta (o füta, fücha, etc.), en español "grande", y lemu, en español "bosque", significando "bosque grande".

## Vías de acceso
Se accede a Bucalemu por Pichilemu, seguido de Cáhuil cruzando una plantación de pinos, y un camino pavimentado recientemente. Otra alternativa de acceso a Bucalemu es siguiendo la ruta Santa Cruz-Lolol-Paredones-Bucalemu, de aproximadamente 81 km.

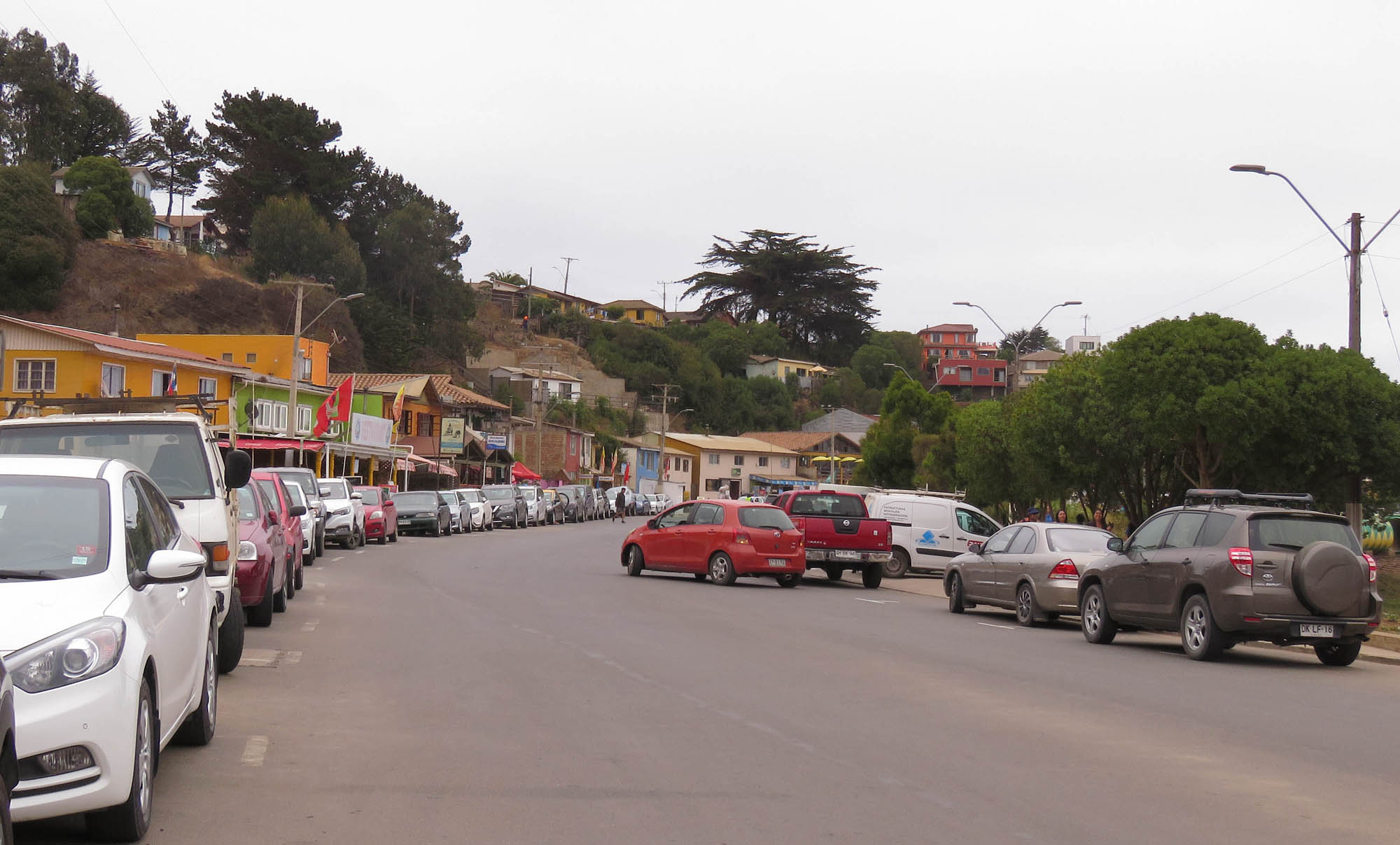
Av. Celedonio Pastene, entrada principal a Bucalemu

## Sitios de interés
En la laguna de Bucalemu, es común encontrar cisnes de cuello negro. A los casi cuatro kilómetros de playa, en los cuales se desarrolla la pesca, principalmente de merluza y jaibas, el balneario de Bucalemu posee un mar calmo con una especie de pozón que es la principal atracción turística del lugar. A un costado de la laguna, se ubican las instalaciones de la caleta y el sector de playa con un tradicional puente. Además, la localidad cuenta con varias hosterías.
Una de sus principales atracciones es la extracción de sal de mar, la cual se realiza con métodos conocidos desde la época prehispánica. La localidad cuenta con un microclima particular, lo que permite la producción de frutas como las paltas y maracuyás.

## Terremoto de 2010
En el terremoto de 2010 la localidad sufrió los efectos del tsunami, que dejó a gran parte del pueblo bajo el agua, después de que el mar se saliera unos 600 metros. A pesar de que no hubo víctimas fatales, la mitad del pueblo resultó destruido. La población quedó sin electricidad, sin agua y sin señal telefónica.